# Campeonato Ecuatoriano de Fútbol Serie B 2010
El Campeonato Ecuatoriano de Fútbol Serie B 2010, llamado comercialmente como «Copa Credife Serie B 2010», será un torneo de fútbol organizado por la Federación Ecuatoriana de Fútbol. Se jugó entre el 26 de febrero y el 26 de noviembre. Consistirá en dos etapas de 22 partidos de ida y vuelta, todos contra todos. Al final los dos equipos con mayor puntaje en la sumatoria de las dos etapas ascenderán a la Serie A del 2011. Mientras que, los dos equipos con menor puntaje, perderán la categoría y jugarán Segunda Categoría en 2011.

## Equipos participantes
12 equipos en total afiliados a la FEF, participarán en el torneo. Los clubes que jugarán el campeonato 2010 están conformados por los 10 mejores equipos de los 12 que disputaron el torneo de Serie A del 2009 y se complementará la lista con los 3 mejores equipos del torneo de Segunda Categoría del 2009, la Universidad Técnica de Cotopaxi, el River Plate Ecuador y la Universidad Tecnológica Equinoccial. Algo muy distinto ocurrirá en la edición 2010 de la Serie B, en donde además de los equipos que ascenderán a la Segunda Categoría, solo descenderán 2 clubes, pero ascenderán 2 equipos provenientes de la Segunda Categoría.
En términos geográficos, 5 clubes pertenecen a la región litoral (costa), mientras que los restantes 6 tienen sus sedes en provincias de la región interandina (sierra). Con lo que respecta a las grandes ciudades, en Guayaquil se encuentran 2 equipos, mientras que en Quito se concentran la mayoría de los clubes participantes del torneo con un total de 1 equipo, aunque uno de ellos (Universidad Tecnológica Equinoccial) juega sus partidos tiene su sede en Quito, la cual es una localidad en el norte de la capital. Además, hay cuatro ciudades con un solo equipo las cuales son: la ciudad de Machala como sede del Atlético Audaz, Ibarra como sede del Imbabura SC, Loja como sede de la Liga de Loja, Portoviejo como sede de la Liga de Portoviejo, Ambato como sede del Técnico Universitario, y Latacunga como sede de la Universidad Técnica de Cotopaxi.
| Equipos participantes               | Equipos participantes | Equipos participantes              |
| ----------------------------------- | --------------------- | ---------------------------------- |
|                                     |                       |                                    |
| Equipo                              | Ciudad                | Estadio                            |
| Atlético Audaz                      | Machala               | Estadio 9 de Mayo                  |
| Deportivo Azogues                   | Azogues               | Estadio Jorge Andrade Cantos       |
| Deportivo Municipal (Cañar)         | Cañar                 | Estadio Municipal 26 de Enero      |
| Grecia                              | Chone                 | Estadio Los Chonanas               |
| Imbabura S. C.                      | Ibarra                | Estadio Olímpico de Ibarra         |
| Liga de Loja                        | Loja                  | Estadio Federativo Reina del Cisne |
| Liga de Portoviejo                  | Portoviejo            | Estadio Reales Tamarindos          |
| River Plate Ecuador                 | Guayaquil             | Estadio La Fortaleza               |
| Rocafuerte F. C.                    | Guayaquil             | Estadio Alejandro Ponce Noboa      |
| Técnico Universitario               | Ambato                | Estadio Bellavista                 |
| Universidad Técnica de Cotopaxi     | Latacunga             | Estadio La Cocha                   |
| Universidad Tecnológica Equinoccial | Quito                 | Estadio Olímpico Atahualpa         |

### Partidos y resultados
| Fecha 1         | Fecha 1   | Fecha 1               |
| Equipo Local    | Resultado | Equipo Visitante      |
| --------------- | --------- | --------------------- |
| River Plate(EC) | 1-0       | Técnico Universitario |
| Grecia          | 1-1       | LDU(P)                |
| Atlét Audaz     | 3-2       | D.Azogues             |
| Mpal.Cañar      | 2-2       | LDU(L)                |
| UTC             | 1-0       | Rocafuerte FC         |
| UTE             | 1-1       | Imbabura SC           |

| Fecha 2               | Fecha 2   | Fecha 2          |
| Equipo Local          | Resultado | Equipo Visitante |
| --------------------- | --------- | ---------------- |
| Rocafuerte FC         | 2-1       | UTE              |
| LDU(P)                | 1-1       | Mpal.Cañar       |
| LDU(L)                | 2-1       | River Plate(EC)  |
| Técnico Universitario | 1-0       | UTC              |
| Imbabura SC           | 3-0       | Atlét Audaz      |
| D.Azogues             | 2-0       | Grecia           |

| Fecha 3               | Fecha 3   | Fecha 3          |
| Equipo Local          | Resultado | Equipo Visitante |
| --------------------- | --------- | ---------------- |
| River Plate(EC)       | 3-0       | LDU(P)           |
| Grecia                | 2-1       | Imbabura SC      |
| Atlét Audaz           | 1-1       | UTE              |
| Mpal.Cañar            | 1-2       | D.Azogues        |
| Técnico Universitario | 2-1       | Rocafuerte FC    |
| UTC                   | 1-0       | LDU(L)           |

| Fecha 4       | Fecha 4   | Fecha 4               |
| Equipo Local  | Resultado | Equipo Visitante      |
| ------------- | --------- | --------------------- |
| Rocafuerte FC | 3-2       | Atlét Audaz           |
| LDU(P)        | 2-0       | UTC                   |
| LDU(L)        | 3-0       | Técnico Universitario |
| D.Azogues     | 1-0       | River Plate(EC)       |
| Imbabura SC   | 3-0       | Mpal.Cañar            |
| UTE           | 1-2       | Grecia                |

| Fecha 5               | Fecha 5   | Fecha 5          |
| Equipo Local          | Resultado | Equipo Visitante |
| --------------------- | --------- | ---------------- |
| River Plate(EC)       | 1-1       | Imbabura SC      |
| Grecia                | 2-3       | Atlét Audaz      |
| LDU(L)                | 2-0       | Rocafuerte FC    |
| Mpal.Cañar            | 2-1       | UTE              |
| Técnico Universitario | 0-0       | LDU(P)           |
| UTC                   | 1-1       | D.Azogues        |

| Fecha 6       | Fecha 6   | Fecha 6               |
| Equipo Local  | Resultado | Equipo Visitante      |
| ------------- | --------- | --------------------- |
| Rocafuerte FC | 3-0       | Grecia                |
| Atlét Audaz   | 2-0       | Mpal.Cañar            |
| LDU(P)        | 0-2       | LDU(L)                |
| Imbabura SC   | 2-0       | UTC                   |
| D.Azogues     | 1-3       | Técnico Universitario |
| UTE           | 0-1       | River Plate(EC)       |

| Fecha 7               | Fecha 7   | Fecha 7          |
| Equipo Local          | Resultado | Equipo Visitante |
| --------------------- | --------- | ---------------- |
| River Plate(EC)       | 2-1       | Atlét Audaz      |
| LDU(P)                | 0-1       | Rocafuerte FC    |
| LDU(L)                | 3-2       | D.Azogues        |
| Mpal.Cañar            | 1-1       | Grecia           |
| Técnico Universitario | 2-3       | Imbabura SC      |
| UTC                   | 3-0       | UTE              |

| Fecha 8       | Fecha 8   | Fecha 8               |
| Equipo Local  | Resultado | Equipo Visitante      |
| ------------- | --------- | --------------------- |
| Rocafuerte FC | 1-0       | Mpal.Cañar            |
| Grecia        | 2-2       | River Plate(EC)       |
| Atlét Audaz   | 2-2       | UTC                   |
| D.Azogues     | 1-1       | LDU(P)                |
| Imbabura SC   | 1-4       | LDU(L)                |
| UTE           | 6-1       | Técnico Universitario |

| Fecha 9               | Fecha 9   | Fecha 9          |
| Equipo Local          | Resultado | Equipo Visitante |
| --------------------- | --------- | ---------------- |
| Rocafuerte FC         | 3-1       | D.Azogues        |
| LDU(P)                | 1-0       | Imbabura SC      |
| LDU(L)                | 2-2       | UTE              |
| Mpal.Cañar            | 0-1       | River Plate(EC)  |
| Técnico Universitario | 1-0       | Atlét Audaz      |
| UTC                   | 1-0       | Grecia           |

| Fecha 10        | Fecha 10  | Fecha 10              |
| Equipo Local    | Resultado | Equipo Visitante      |
| --------------- | --------- | --------------------- |
| River Plate(EC) | 2-0       | Rocafuerte FC         |
| Grecia          | 3-2       | Técnico Universitario |
| Atlét Audaz     | 0-0       | LDU(L)                |
| Mpal.Cañar      | 0-1       | UTC                   |
| Imbabura SC     | 3-1       | D.Azogues             |
| UTE             | 0-1       | LDU(P)                |

| Fecha 11              | Fecha 11  | Fecha 11         |
| Equipo Local          | Resultado | Equipo Visitante |
| --------------------- | --------- | ---------------- |
| Rocafuerte FC         | 2-1       | Imbabura SC      |
| LDU(P)                | 1-1       | Atlét Audaz      |
| LDU(L)                | 1-1       | Grecia           |
| D.Azogues             | 0-1       | UTE              |
| Técnico Universitario | 2-0       | Mpal.Cañar       |
| UTC                   | 1-0       | River Plate(EC)  |

| Fecha 12        | Fecha 12  | Fecha 12              |
| Equipo Local    | Resultado | Equipo Visitante      |
| --------------- | --------- | --------------------- |
| River Plate(EC) | 1-0       | UTC                   |
| Grecia          | 1-2       | LDU(L)                |
| Atlét Audaz     | 0-2       | LDU(P)                |
| Mpal.Cañar      | 0-2       | Técnico Universitario |
| Imbabura SC     | 2-0       | Rocafuerte FC         |
| UTE             | 0-3       | D.Azogues             |

| Fecha 13              | Fecha 13  | Fecha 13         |
| Equipo Local          | Resultado | Equipo Visitante |
| --------------------- | --------- | ---------------- |
| Rocafuerte FC         | 2-0       | River Plate(EC)  |
| LDU(P)                | 0-0       | UTE              |
| LDU(L)                | 2-0       | Atlét Audaz      |
| D.Azogues             | 0-3       | Imbabura SC      |
| Técnico Universitario | 5-0       | Grecia           |
| UTC                   | 0-1       | Mpal.Cañar       |

| Fecha 14        | Fecha 14  | Fecha 14              |
| Equipo Local    | Resultado | Equipo Visitante      |
| --------------- | --------- | --------------------- |
| River Plate(EC) | 2-1       | Mpal.Cañar            |
| Grecia          | 6-2       | UTC                   |
| Atlét Audaz     | 2-0       | Técnico Universitario |
| Imbabura SC     | 1-0       | LDU(P)                |
| D.Azogues       | 2-1       | Rocafuerte FC         |
| UTE             | 1-0       | LDU(L)                |

| Fecha 15              | Fecha 15  | Fecha 15         |
| Equipo Local          | Resultado | Equipo Visitante |
| --------------------- | --------- | ---------------- |
| River Plate(EC)       | 2-3       | Grecia           |
| LDU(P)                | 3-0       | D.Azogues        |
| LDU(L)                | 0-3       | Imbabura SC      |
| Técnico Universitario | 5-3       | UTE              |
| Mpal.Cañar            | 1-1       | Rocafuertte FC   |
| UTC                   | 0-0       | Atlét Audaz      |

| Fecha 16      | Fecha 16  | Fecha 16              |
| Equipo Local  | Resultado | Equipo Visitante      |
| ------------- | --------- | --------------------- |
| Rocafuerte FC | 2-2       | LDU(P)                |
| Grecia        | 3-0       | Mpal.Cañar            |
| Atlét Audaz   | 1-0       | River Plate(EC)       |
| Imbabura SC   | 2-0       | Técnico Universitario |
| D.Azogues     | 0-1       | LDU(L)                |
| UTE           | 1-1       | UTC                   |

| Fecha 17              | Fecha 17  | Fecha 17         |
| Equipo Local          | Resultado | Equipo Visitante |
| --------------------- | --------- | ---------------- |
| River Plate(EC)       | 1-1       | UTE              |
| Grecia                | 1-1       | Rocafuerte FC    |
| Técnico Universitario | 2-2       | D.Azogues        |
| Mpal.Cañar            | 1-3       | Atlét Audaz      |
| LDU(L)                | 1-0       | LDU(P)           |
| UTC                   | 0-1       | Imbabura SC      |

| Fecha 18      | Fecha 18  | Fecha 18              |
| Equipo Local  | Resultado | Equipo Visitante      |
| ------------- | --------- | --------------------- |
| Rocafuerte FC | 1-0       | LDU(L)                |
| Atlét Audaz   | 2-1       | Grecia                |
| LDU(P)        | 1-2       | Técnico Universitario |
| Imbabura SC   | 2-1       | River Plate(EC)       |
| D.Azogues     | 1-0       | UTC                   |
| UTE           | 2-3       | Mpal.Cañar            |

| Fecha 19              | Fecha 19  | Fecha 19         |
| Equipo Local          | Resultado | Equipo Visitante |
| --------------------- | --------- | ---------------- |
| River Plate(EC)       | 0-0       | D.Azogues        |
| Grecia                | 2-1       | UTE              |
| Atlét Audaz           | 2-2       | Rocafuerte FC    |
| Mpal.Cañar            | 1-1       | Imbabura SC      |
| Técnico Universitario | 3-4       | LDU(L)           |
| UTC                   | 3-1       | LDU(P)           |

| Fecha 20      | Fecha 20  | Fecha 20              |
| Equipo Local  | Resultado | Equipo Visitante      |
| ------------- | --------- | --------------------- |
| Rocafuerte FC | 3-1       | Técnico Universitario |
| LDU(P)        | 2-1       | River Plate(EC)       |
| LDU(L)        | 2-1       | UTC                   |
| Imbabura SC   | 3-1       | Grecia                |
| D.Azogues     | 2-4       | Mpal.Cañar            |
| UTE           | 6-1       | Atlét Audaz           |

| Fecha 21        | Fecha 21  | Fecha 21              |
| Equipo Local    | Resultado | Equipo Visitante      |
| --------------- | --------- | --------------------- |
| River Plate(EC) | 3-0       | LDU(L)                |
| Grecia          | 3-3       | D.Azogues             |
| Atlét Audaz     | 5-2       | imbabura SC           |
| Mpal.Cañar      | 1-1       | LDU(P)                |
| UTC             | 2-1       | Técnico Universitario |
| UTE             | 2-0       | Rocafuerte FC         |

| Fecha 22              | Fecha 22  | Fecha 22         |
| Equipo Local          | Resultado | Equipo Visitante |
| --------------------- | --------- | ---------------- |
| Rocafuerte FC         | 5-1       | UTC              |
| LDU(P)                | 2-0       | Grecia           |
| LDU(L)                | 4-0       | Mpal.Cañar       |
| Imbabura SC           | 2-0       | UTE              |
| Técnico Universitario | 1-0       | River Plate(EC)  |
| D.Azogues             | 1-3       | Atlét Audaz      |

#### Clasificación
|  |  |     | Equipo                | PJ | PG | PE | PP | GF | GC | DG  | PTS |
|  |  | --- | --------------------- | -- | -- | -- | -- | -- | -- | --- | --- |
|  |  | 1.  | Imbabura S. C.        | 22 | 14 | 3  | 5  | 41 | 23 | +18 | 45  |
|  |  | 2.  | Liga de Loja          | 22 | 13 | 4  | 5  | 37 | 23 | +14 | 43  |
|  |  | 3.  | Rocafuerte F. C.      | 22 | 12 | 3  | 7  | 33 | 25 | +8  | 39  |
|  |  | 4.  | Atlético Audaz        | 22 | 9  | 6  | 7  | 34 | 35 | -1  | 33  |
|  |  | 5.  | Técnico Universitario | 22 | 10 | 2  | 10 | 38 | 37 | +1  | 32  |
|  |  | 6.  | River Plate Ecuador   | 22 | 9  | 4  | 9  | 25 | 21 | +4  | 31  |
|  |  | 7.  | Liga de Portoviejo    | 22 | 7  | 8  | 7  | 20 | 21 | -1  | 29  |
|  |  |     |                       |    |    |    |    |    |    |     |     |
|  |  | 9.  | Grecia                | 22 | 7  | 5  | 10 | 34 | 41 | -7  | 26  |
|  |  | 10. | Deportivo Azogues     | 22 | 6  | 5  | 11 | 28 | 36 | -8  | 23  |
|  |  | 11. | UTE                   | 22 | 5  | 6  | 11 | 31 | 34 | -3  | 21  |
|  |  | 12. | Municipal Cañar       | 22 | 4  | 6  | 12 | 20 | 38 | -18 | 18  |

### Partidos y resultados
| Fecha 1         | Fecha 1   | Fecha 1               |
| Equipo Local    | Resultado | Equipo Visitante      |
| --------------- | --------- | --------------------- |
| River Plate(EC) | 1-2       | Técnico Universitario |
| Grecia          | 1-0       | LDU(P)                |
| Atlét Audaz     | 4-3       | D.Azogues             |
| Mpal.Cañar      | 1-3       | LDU(L)                |
| UTE             | 1-0       | Imbabura SC           |
| UTC             | 2-1       | Rocafuerte FC         |

| Fecha 2               | Fecha 2   | Fecha 2          |
| Equipo Local          | Resultado | Equipo Visitante |
| --------------------- | --------- | ---------------- |
| Rocafuerte FC         | 2-1       | UTE              |
| D.Azogues             | 0-1       | Grecia           |
| LDU(P)                | 1-0       | Mpal.Cañar       |
| LDU(L)                | 4-0       | River Plate(EC)  |
| Técnico Universitario | 1-3       | UTC              |
| Imbabura SC           | 1-0       | Atlét Audaz      |

| Fecha 3               | Fecha 3   | Fecha 3          |
| Equipo Local          | Resultado | Equipo Visitante |
| --------------------- | --------- | ---------------- |
| River Plate(EC)       | 1-1       | LDU(P)           |
| Atlét Audaz           | 2-1       | UTE              |
| Grecia                | 0-0       | Imbabura SC      |
| Mpal.Cañar            | 0-2       | D.Azogues        |
| Técnico Universitario | 2-0       | Rocafuerte FC    |
| UTC                   | 2-1       | LDU(L)           |

| Fecha 4       | Fecha 4   | Fecha 4               |
| Equipo Local  | Resultado | Equipo Visitante      |
| ------------- | --------- | --------------------- |
| Rocafuerte FC | 3-0       | Atlét Audaz           |
| LDU(P)        | 1-0       | UTC                   |
| LDU(L)        | 1-1       | Técnico Universitario |
| Imbabura SC   | 2-2       | Mpal.Cañar            |
| D.Azogues     | 0-1       | River Plate(EC)       |
| UTE           | 2-1       | Grecia                |

| Fecha 5               | Fecha 5   | Fecha 5          |
| Equipo Local          | Resultado | Equipo Visitante |
| --------------------- | --------- | ---------------- |
| River Plate(EC)       | 2-0       | Imbabura SC      |
| Grecia                | 2-2       | Atlét Audaz      |
| LDU(L)                | 1-0       | Rocafuerte FC    |
| Mpal.Cañar            | 2-0       | UTE              |
| Técnico Universitario | 1-1       | LDU(P)           |
| UTC                   | 3-0       | D.Azogues        |

| Fecha 6       | Fecha 6   | Fecha 6               |
| Equipo Local  | Resultado | Equipo Visitante      |
| ------------- | --------- | --------------------- |
| Rocafuerte FC | 3-2       | Grecia                |
| LDU(P)        | 1-0       | LDU(L)                |
| Atlét Audaz   | 1-1       | Mpal.Cañar            |
| D.Azogues     | 0-0       | Técnico universitario |
| Imbabura SC   | 1-1       | UTC                   |
| UTE           | 0-0       | River Plate(EC)       |

| Fecha 7               | Fecha 7   | Fecha 7          |
| Equipo Local          | Resultado | Equipo Visitante |
| --------------------- | --------- | ---------------- |
| River Plate(EC)       | 2-1       | Atlét Audaz      |
| LDU(P)                | 2-1       | Rocafuerte FC    |
| LDU(L)                | 2-0       | D.Azogues        |
| Mpal.Cañar            | 5-1       | Grecia           |
| Técnico Universitario | 1-1       | Imbabura SC      |
| UTC                   | 1-2       | UTE              |

| Fecha 8       | Fecha 8   | Fecha 8               |
| Equipo Local  | Resultado | Equipo Visitante      |
| ------------- | --------- | --------------------- |
| Rocafuerte FC | 0-1       | Mpal.Cañar            |
| Atlét Audaz   | 0-1       | UTC                   |
| Grecia        | 0-1       | River Plate(EC)       |
| Imbabura SC   | 1-0       | LDU(L)                |
| D.Azogues     | 1-0       | LDU(P)                |
| UTE           | 0-2       | Técnico Universitario |

| Fecha 9               | Fecha 9   | Fecha 9          |
| Equipo Local          | Resultado | Equipo Visitante |
| --------------------- | --------- | ---------------- |
| Rocafuerte FC         | 3-0       | D.Azogues        |
| LDU(P)                | 0-0       | Imbabura SC      |
| LDU(L)                | 4-1       | UTE              |
| Mpal.Cañar            | 0-1       | River Plate(EC)  |
| Técnico Universitario | 5-0       | Atlét Audaz      |
| UTC                   | 0-1       | Grecia           |

| Fecha 10        | Fecha 10  | Fecha 10              |
| Equipo Local    | Resultado | Equipo Visitante      |
| --------------- | --------- | --------------------- |
| River Plate(EC) | 1-0       | Rocafuerte FC         |
| Grecia          | 0-2       | Técnico Universitario |
| Atlét Audaz     | 1-1       | LDU(L)                |
| Mpal.Cañar      | 3-1       | UTC                   |
| Imbabura SC     | 2-1       | D.Azogues             |
| UTE             | 0-1       | LDU(P)                |

| Fecha 11              | Fecha 11  | Fecha 11         |
| Equipo Local          | Resultado | Equipo Visitante |
| --------------------- | --------- | ---------------- |
| Rocafuerte FC         | 2-2       | Imbabura SC      |
| LDU(P)                | 1-2       | Atlét Audaz      |
| LDU(L)                | 2-2       | Grecia           |
| Técnico universitario | 4-0       | Mpal.Cañar       |
| D.Azogues             | 1-0       | UTE              |
| UTC                   | 4-3       | River Plate(EC)  |

| Fecha 12        | Fecha 12  | Fecha 12              |
| Equipo Local    | Resultado | Equipo Visitante      |
| --------------- | --------- | --------------------- |
| River Plate(EC) | 3-2       | UTC                   |
| Grecia          | 1-2       | LDU(L)                |
| Atlét Audaz     | 1-3       | LDU(P)                |
| Mpal.Cañara     | 2-2       | Técnico Universitario |
| Imbabura SC     | 1-1       | Rocafuerte FC         |
| UTE             | 1-2       | D.Azogues             |

| Fecha 13              | Fecha 13  | Fecha 13         |
| Equipo Local          | Resultado | Equipo Visitante |
| --------------------- | --------- | ---------------- |
| Rocafuerte FC         | 2-1       | Riever Plate(EC) |
| LDU(P)                | 2-0       | UTE              |
| LDU(L)                | 2-1       | Atlét Audaz      |
| Técnico Universatario | 2-2       | Grecia           |
| D.Azogues             | 1-0       | Imbabura SC      |
| UTC                   | 1-0       | Mpal.Cañar       |

| Fecha 14        | Fecha 14  | Fecha 14              |
| Equipo Local    | Resultado | Equipo Visitante      |
| --------------- | --------- | --------------------- |
| River Plate(EC) | 2-0       | Mpal.Cañar            |
| Grecia          | 4-1       | UTC                   |
| Atlét Audaz     | 1-1       | Técnico Universitario |
| UTE             | 1-1       | LDU(L)                |
| D.Azogues       | 1-1       | Rocafuerte FC         |
| Imbabura SC     | 3-0       | LDU(P)                |

| Fecha 15              | Fecha 15  | Fecha 15         |
| Equipo Local          | Resultado | Equipo Visitante |
| --------------------- | --------- | ---------------- |
| River Plate(EC)       | 2-1       | Grecia           |
| LDU(P)                | 0-1       | D.Azogues        |
| LDU(L)                | 1-1       | Imbabura SC      |
| Técnico Universitario | 0-1       | UTE              |
| Mpal.Cañar            | 1-1       | Rocafuerte FC    |
| UTC                   | 7-1       | Atlét Audaz      |

| Fecha 16      | Fecha 16  | Fecha 16              |
| Equipo Local  | Resultado | Equipo Visitante      |
| ------------- | --------- | --------------------- |
| Rocafuerte FC | 2-1       | LDU(P)                |
| Grecia        | 2-2       | Mpal.Cañar            |
| Atlét Audaz   | 2-2       | River Plate(EC)       |
| D.Azogues     | 2-2       | LDU(L)                |
| Imbabura SC   | 2-2       | Técnico Universitario |
| UTE           | 3-1       | UTC                   |

| Fecha 17              | Fecha 17  | Fecha 17         |
| Equipo Local          | Resultado | Equipo Visitante |
| --------------------- | --------- | ---------------- |
| River Plate(EC)       | 2-0       | UTE              |
| Grecia                | 1-0       | Rocafuerte FC    |
| LDU(L)                | 2-0       | LDU(P)           |
| Mpal.Cañar            | 5-0       | Atlét Audaz      |
| Técnico Universitario | 1-0       | D.Azogues        |
| UTC                   | 2-0       | Imbabura SC      |

| Fecha 18      | Fecha 18  | Fecha 18              |
| Equipo Local  | Resultado | Equipo Visitante      |
| ------------- | --------- | --------------------- |
| Rocafuerte FC | 0-1       | LDU(L)                |
| Atlét Audaz   | 1-3       | Grecia                |
| LDU(P)        | 0-5       | Técnico Universitario |
| Imbabura SC   | 2-0       | River Plate(EC)       |
| D.Azogues     | 3-0       | UTC                   |
| UTE           | 5-3       | Mpal.Cañar            |

| Fecha 19              | Fecha 19  | Fecha 19         |
| Equipo Local          | Resultado | Equipo Visitante |
| --------------------- | --------- | ---------------- |
| River Plate(EC)       | 2-1       | D.Azogues        |
| Grecia                | 0-1       | UTE              |
| Atlét Audaz           | 0-0       | Rocafuerte FC    |
| Mpal.Cañar            | 1-0       | Imbabura SC      |
| Técnico Universitario | 1-0       | LDU(L)           |
| UTC                   | 2-1       | LDU(P)           |

| Fecha 20      | Fecha 20  | Fecha 20              |
| Equipo Local  | Resultado | Equipo Visitante      |
| ------------- | --------- | --------------------- |
| Rocafuerte FC | 3-0       | Técnico Universitario |
| LDU(P)        | 0-1       | River Plate(EC)       |
| LDU(L)        | 4-1       | UTC                   |
| Imbabura SC   | 3-0       | Grecia                |
| D.Azogues     | 1-2       | Mpal.Cañar            |
| UTE           | 3-0       | Atlét Audaz           |

| Fecha 21        | Fecha 21  | Fecha 21              |
| Equipo Local    | Resultado | Equipo Visitante      |
| --------------- | --------- | --------------------- |
| River Plate(EC) | 1-0       | LDU(L)                |
| Grecia          | 1-1       | D.Azogues             |
| Atlét Audaz     | 0-2       | Imbabura SC           |
| Mpal.Cañar      | 6-0       | LDU(P)                |
| UTE             | 0-1       | Rocafuerte FC         |
| UTC             | 1-4       | Técnico Universitario |

| Fecha 22              | Fecha 22  | Fecha 22         |
| Equipo Local          | Resultado | Equipo Visitante |
| --------------------- | --------- | ---------------- |
| Rocafuerte FC         | 8-0       | UTC              |
| LDU(P)                | 0-1       | Grecia           |
| LDU(L)                | 1-0       | Mpal.Cañar       |
| Imbabura SC           | 3-1       | UTE              |
| Técnico Universitario | 1-1       | River Plate(EC)  |
| D.Azogues             | 0-0       | Atlét Audaz      |

#### Clasificación
| Pos  | Equipo                              | Pts | PJ | G  | E | P  | GF | GC | DIF |
| ---- | ----------------------------------- | --- | -- | -- | - | -- | -- | -- | --- |
| 1.º  | River Plate Ecuador                 | 36  | 19 | 11 | 3 | 5  | 27 | 22 | +5  |
| 2.º  | Técnico Universitario               | 35  | 19 | 9  | 8 | 2  | 35 | 15 | +20 |
| 3.º  | Liga de Loja                        | 33  | 19 | 9  | 6 | 4  | 30 | 17 | +13 |
| 4.º  | Universidad Técnica de Cotopaxi     | 31  | 19 | 10 | 1 | 8  | 34 | 30 | +4  |
| 5.º  | Imbabura S. C.                      | 24  | 19 | 5  | 9 | 5  | 19 | 18 | +1  |
| 6.º  | Deportivo Azogues                   | 24  | 19 | 7  | 3 | 9  | 19 | 23 | -4  |
| 7.º  | Liga de Portoviejo                  | 24  | 19 | 7  | 3 | 9  | 16 | 23 | -7  |
| 8.º  | Municipal Cañar                     | 23  | 19 | 6  | 5 | 8  | 29 | 28 | +1  |
| 9.º  | Rocafuerte F. C.                    | 23  | 19 | 6  | 5 | 8  | 22 | 21 | +1  |
| 10.º | Grecia                              | 23  | 19 | 6  | 5 | 8  | 25 | 28 | -3  |
| 11.º | Universidad Tecnológica Equinoccial | 23  | 19 | 7  | 2 | 10 | 20 | 27 | -7  |
| 12.º | Atlético Audaz                      | 15  | 19 | 3  | 6 | 10 | 20 | 44 | -24 |

#### Tabla acumulada
| Pos. | Equipo                | Pts. | PJ | PG | PE | PP | GF | GC | Dif. |
| ---- | --------------------- | ---- | -- | -- | -- | -- | -- | -- | ---- |
| 1.º  | Liga de Loja (C)      | 82   | 44 | 24 | 10 | 10 | 72 | 42 | 30   |
| 2.º  | Imbabura              | 78   | 44 | 22 | 12 | 10 | 68 | 41 | 27   |
| 3.º  | River Plate Ecuador   | 74   | 44 | 22 | 8  | 14 | 55 | 44 | 11   |
| 4.º  | Rocafuerte            | 71   | 44 | 21 | 8  | 15 | 67 | 46 | 21   |
| 5.º  | Técnico Universitario | 71   | 44 | 20 | 11 | 13 | 75 | 55 | 20   |
| 6.º  | UTC                   | 59   | 44 | 18 | 5  | 21 | 57 | 74 | −17  |
| 7.º  | Grecia                | 53   | 44 | 14 | 11 | 19 | 61 | 73 | −12  |
| 8.º  | Liga de Portoviejo    | 53   | 44 | 14 | 11 | 19 | 36 | 52 | −16  |
| 9.º  | Atlético Audaz        | 51   | 44 | 13 | 12 | 19 | 54 | 84 | −30  |
| 10.º | Deportivo Azogues     | 49   | 44 | 13 | 10 | 21 | 49 | 62 | −13  |
| 11.º | UTE                   | 47   | 44 | 13 | 8  | 23 | 55 | 65 | −10  |
| 12.º | Municipal Cañar       | 47   | 44 | 12 | 11 | 21 | 51 | 68 | −17  |

|  | Ascendidos directamente a la Serie A. |
|  | Descendidos a la Segunda Categoría.   |

### Campeón
| |
| |
| Liga de Loja 1.er Título Asciende a la Serie A 2011 Imbabura S.C. también asciende a la Serie A 2011 como Subcampeón. |

## Goleadores
| Jugador         | Club                            | Goles |
| --------------- | ------------------------------- | ----- |
| Fábio Renato    | Liga de Loja                    | 25    |
| Luis Espinola   | Técnico Universitario           | 19    |
| Carlos García   | Atlético Audaz                  | 17    |
| César Moreira   | Grecia                          | 16    |
| Alex Colón      | Universidad Técnica de Cotopaxi | 16    |
| Jasson Zambrano | River Plate Ecuador             | 14    |
| Daniel Angulo   | Grecia                          | 13    |
| Luis Congo      | Imbabura S.C.                   | 13    |
| Alex Perlaza    | Rocafuerte F.C.                 | 13    |
| Diego Ayovi     | Imbabura S.C.                   | 12    |
| Walter Zea      | Deportivo Municipal (Cañar)     | 11    |
| Mauricio Muñoz  | Atlético Audaz                  | 10    |
| César Barre     | Liga de Loja                    | 10    |
| Manuel Cotera   | Técnico Universitario           | 10    |
| Alexis Palacios | Universidad Técnica de Cotopaxi | 10    |